# Unterdach

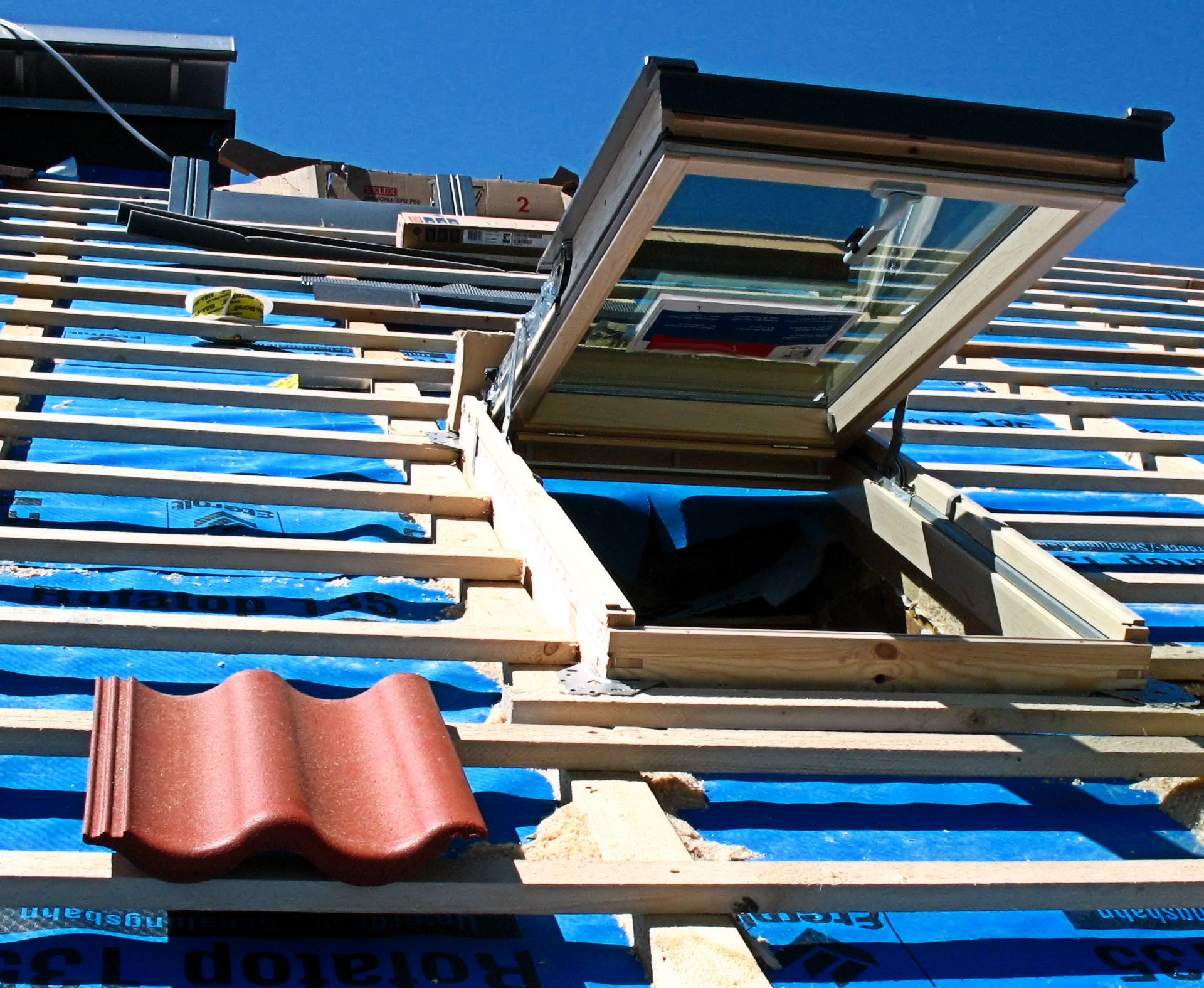
Dachpfanne, Dachlattung, Konterlatte und diffusionsoffene Bahn als Unterdach

Das Unterdach ist eine zweite wasserableitende Schicht unter der eigentlichen Dachdeckung zum Schutz gegen Treib-, Kapillar-, Stau-, Kondenswasser oder Schmutz.
Das Unterdach bestand traditionell meist aus Dachpappe auf Dachschalung. Heute werden oft dampfdiffusionsoffene Materialien wie Unterdeckbahn auf Schalung, freispannende Unterspannbahnen oder imprägnierte Holzweichfaserplatten bevorzugt.

## Aufgaben

### Wasserschutz
Schuppenartig verlegte Dachdeckungen wie Dachziegel oder Betondachsteine leiten Regenwasser entlang der Dachneigung ab. Fugen sind entweder gefalzt oder, wie beim Biberschwanz, überdeckt, aber nicht völlig wasserdicht. Durch Winddruck kann Regenwasser oder Schnee unter die Deckung getrieben werden und Schmelzwasser kann sich bei Bildung einer Eissperre aufstauen.
Durch Bruch einzelner Dachziegel oder Dachsteine kann ebenfalls Regenwasser unter die Deckung dringen.
Beim morgendlichen Anstieg der Lufttemperatur kann sich an der Unterseite der noch kalten Dachdeckung Kondenswasser bilden und abtropfen. Auch aus beheizten Räumen kann Wasserdampf in die Dämmung gelangen, welches an der kalten Unterseite der Deckung kondensiert.
Je nach Dachneigung oder besonderer Beanspruchung muss ein Unterdach bezüglich der Wasserdichtigkeit unterschiedlich ausgeführt werden:
Regensicheres Unterdach
ist das Dach steil genug, so dass Wasser auf dem Unterdach schnell in Richtung Traufe abfließt, kann die wasserführende Schicht unter der Konterlatte verlegt werden. Die Nägel der Konterlatte verletzten zwar die Unterbahn, durch den Anpressdruck der Konterlatte wird die Bahn aber dort abgedichtet. Die Konterlatte kann zusätzlich mit Dichtschnüren oder Dichtungsmasse versehen werden.
Wasserdichtes Unterdach
liegt die Dachneigung unter der Regeldachneigung wird die wasserführende Schicht über die Konterlatte geführt. Zusätzlich werden Nähte und Stöße verschweißt oder verklebt. Auf diese Weise liegen die Nagellöcher der Dachlattung am Hochpunkt. Um ein formschlüssiges Verlegen der Dachbahn zu ermöglichen, sollte die Konterlatte ein trapezförmiges Profil haben oder mit seitlichen Dreikantleisten versehen werden. Diese Bauform ist aufwändiger.

### Schmutz
Durch die Fugen der Dachdeckung, Anschlüsse an Durchbrüchen (z. B. Dachflächenfenster, Schornsteine), Lüftungselemente oder beschädigte Dachziegel können Staub, Ruß, Laubfall und Insekten eindringen. Das Unterdach hält diesen Schmutz von Dämmung, Dachkonstruktion und Innenraum fern.

### Windsperre
Offenporige Wärmedämmung muss gegen ein Auskühlen durch Wind und Konvektion geschützt werden. Das Unterdach übernimmt zusätzlich die Aufgabe einer Windsperre.

### Wasserdampfdiffusionsoffenheit
Bei Warmdächern muss der trotz innenliegender Dampfbremse in die Dämmung diffundierende Wasserdampf nach außen abgeführt werden. Dies ist nur möglich, wenn das Unterdach einen möglichst geringeren Wasserdampfdiffusionswiderstand hat.
Der Sd-Wert des Unterdachs sollte höchstens 1/6 desjenigen der innenliegenden Dampfbremse betragen.
Bei Kaltdächern spielt der Wasserdampfdiffusionswiderstand zunächst keine Rolle, da Wasserdampf durch eine ausreichend bemessene Lüftungsschicht unter dem Unterdach zum First hin abgeführt werden sollte.
Hierfür ist der Lufteintritt an der Traufe ebenso wie der Luftaustritt am First sicherzustellen. Wird die luftführende Schicht durch Dachflächenfenster, Gauben oder ähnliches unterbrochen, so ist der Luftstrom oberhalb und unterhalb über Lüftungsdachziegel oder auf andere Weise zu ermöglichen.

## Material

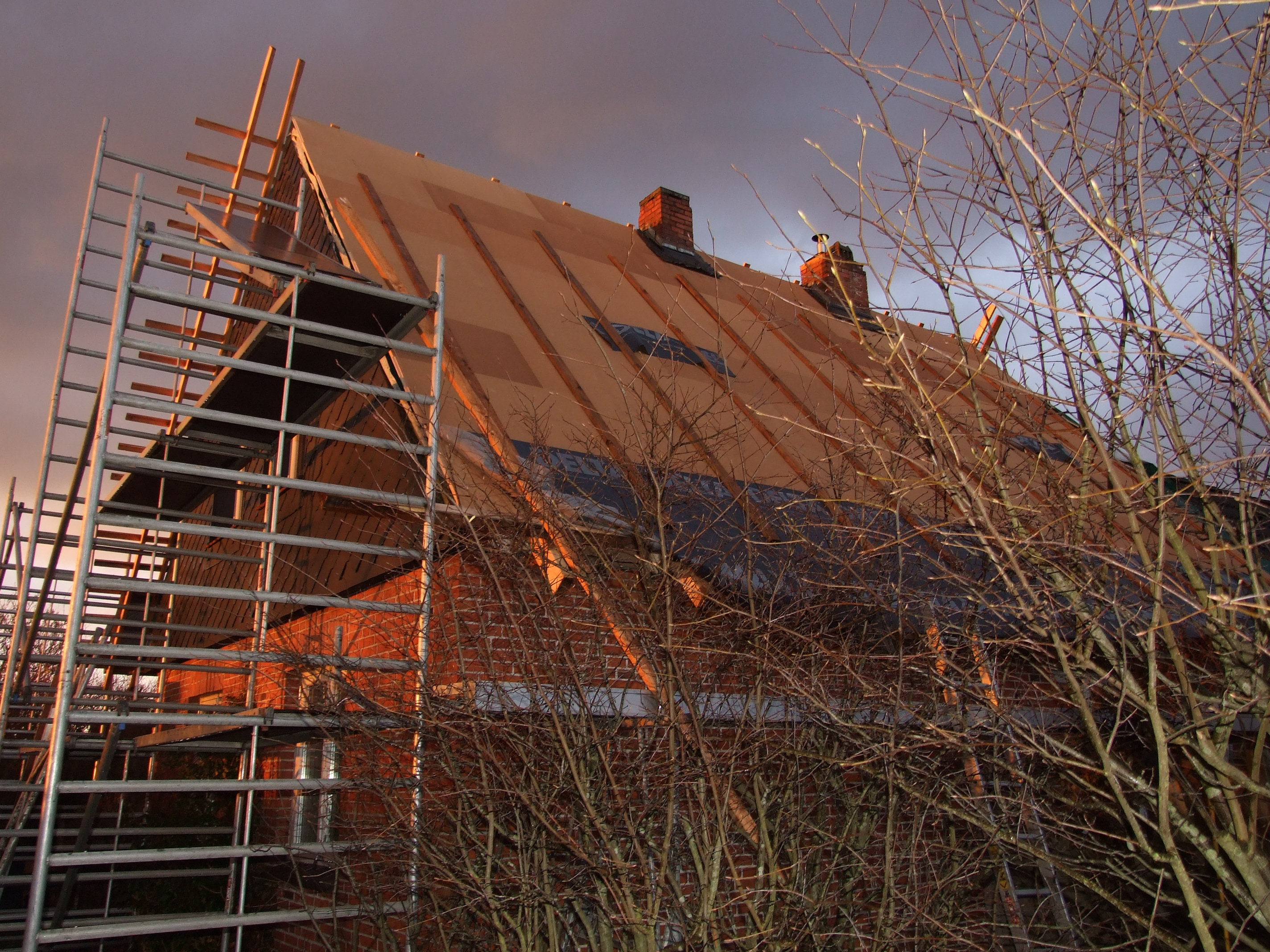
Holzfaserdämmplatte als Unterdach

Das Material eines Unterdachs muss wasser- und luftdicht, sowie gegebenenfalls auch möglichst wasserdampfdiffusionsoffen (d. h. wasserdampfdurchlässig) sein.
Das klassische Material für das Unterdach ist Dachpappe. Um aber einen geringeren Wasserdampfdiffusionswiderstand zu erreichen, werden auch Vliesstoffe aus Polyethylen als Unterdeckbahn verwendet. Gängige Produkte sind von Tyvek, Doerken, isover, Bauder oder Klöber.
Bituminierte Holzfaserdämmplatten sind wasserabweisend, wasserdampfdiffusionsoffen und bilden beim Warmdach eine zusätzliche Dämmschicht.

## Konstruktion
Die Dachbahn liegt meist auf einer Dachschalung auf, außer es handelt sich um eine freitragende Unterspannbahn. Auf dem Unterdach wird die Konterlattung befestigt, um zur quer verlaufenden Dachlattung einen Abstand zur Hinterlüftung zu erhalten.
Die Dachbahnen werden in der Abflussrichtung des Wassers überlappend verlegt. Sie werden mit Dachpappennägeln befestigt oder bei der Nutzung von Schweissbahnen verschweißt. Platten, wie Holzfaserdämmplatten, werden in Nut und Feder verlegt und an den Stößen verklebt. Die Feder sollte dabei nach oben weisen.
Die wasserableitende Schicht wird entweder in die Dachrinne geführt oder endet davor, so dass ablaufendes Wasser unter der Dachrinne abtropft. Die Entwässerung unter der Dachrinne wird beispielsweise bei flachen Dächern mit weniger als 25° Dachneigung eingesetzt, da die Bahn zur Dachrinne sonst aufwärts geführt werden müsste, wodurch sich ein Wassersack bildet. Gewöhnlich tropfen nur sehr geringe Wassermengen an der Traufe ab. Sollte es sich um größere Mengen handeln, so ist dies ein Indikator für einen Schaden am Dach.
Öffnungen für Dachfenster, Schornstein oder Entlüftungsrohre werden durch das Unterdach hindurchgeführt. Über der Öffnung wird eine Wasserableitrinne aus der verwendeten Unterdeckbahn oder aus Blech angebracht. Die Durchdringungen werden in die Dachbahn geschnitten und müssen an beiden Flanken sowie firstseitig überlappt doppelt verlegt werden, um Wasserdichtigkeit zu erreichen. Um Winddichtigkeit zu erreichen, muss dies an allen vier Seiten ausgeführt werden.
Auch wenn das Unterdach die Funktion der Dachdeckung voll ausfüllt, so ist dieses nicht auf eine langfristige Bewitterung ausgelegt. Während der Bauphase kann das Unterdach allerdings vorübergehend die Funktion des Hauptdachs übernehmen.